# Votoraty FC
Votoraty FC is een Braziliaanse voetbalclub uit de stad Votorantim in de deelstaat São Paulo.

## Geschiedenis
De club werd opgericht in 2005. Vanaf 2007 speelde de club in de Série A3, de derde klasse van het Campeonato Paulista. In 2009 werd de club er kampioen en won dat jaar ook de Copa Paulista. De club mocht daardoor dat jaar de Recopa Sul-Brasileira organiseren, maar werd daar meteen uitgeschakeld door Serrano Centro-Sul. Door de winst in de Copa Paulista mochten ze in 2010 ook deelnemen aan de Copa do Brasil. In de eerste ronde won de club van Treze. In de tweede ronde lootte de club een topaffiche en werd uitgeschakeld door het grote Grêmio.
In de Série A2 werd de club negende en miste zo net de eindronde om de promotie naar de hoogste klasse. Na dit seizoen zou de club verhuizen naar Ribeirão Preto, die de plaats in de competitie zou overnemen als Ribeirão Preto FC, maar dit ging uiteindelijk niet door. De club speelde evenwel geen competitievoetbal meer in de staatscompetitie.

## Erelijst
Copa Paulista de Futebol
2009